# Ariamnes triangulatus
Ariamnes triangulatus là một loài nhện trong họ Theridiidae.
Loài này thuộc chi Ariamnes. Ariamnes triangulatus được Arthur T. Urquhart. miêu tả năm 1887.